# Torre de Berdeja
La torre de Berdeja fue una construcción situada en Linares (Cantabria, España), una de las tres torres que se erguían en dicha localidad junto con la torre de Piedrahíta y la torre del Pontón. Junto con estas, la torre debió formar parte del sólido sistema militar y de prestigio del señorío de Linares. Estas torres controlaban los pasos entre el Desfiladero de La Hermida y el Collado de Hoz, es decir, las comunicaciones entre los valles del río Deva (Liébana) y del río Nansa.
La proximidad a lo núcleos de población Navedo y Linares favorecieron que los restos de la torre, que debió quedar en desuso a lo largo del siglo XVI, sirviera de cantera para la construcción de los actuales caseríos. Actualmente sólo se conservan sus cimientos, al igual que en la de Piedrahíta. La del Pontón se conserva en buen estado. Cerca de sus restos hay un mirador sobre el Desfiladero de La Hermida. 